# Episodi di The Recruit
La prima stagione della serie televisiva The Recruit è stata distribuita sulla piattaforma streaming Netflix il 16 dicembre 2022.
| nº | Titolo originale | Titolo italiano                         | Pubblicazione USA | Prima TV Italia  |
| -- | ---------------- | --------------------------------------- | ----------------- | ---------------- |
| 1  | I.N.A.S.I.A.L.   | Non sono una spia, sono un avvocato     | 16 dicembre 2022  | 16 dicembre 2022 |
| 2  | N.L.T.S.Y.P.     | Non mostrare le tue debolezze           | 16 dicembre 2022  | 16 dicembre 2022 |
| 3  | Y.D.E.K.W.Y.D.   | Non sai neanche cosa stai facendo       | 16 dicembre 2022  | 16 dicembre 2022 |
| 4  | I.Y.D.I.A.A.C.   | Come Anderson Cooper                    | 16 dicembre 2022  | 16 dicembre 2022 |
| 5  | T.S.L.A.Y.P.     | È un tuo problema                       | 16 dicembre 2022  | 16 dicembre 2022 |
| 6  | I.C.I.N.C.       | Ora stringo, ora non stringo            | 16 dicembre 2022  | 16 dicembre 2022 |
| 7  | I.M.F.T.B.S.     | È la mia prima esperienza di spionaggio | 16 dicembre 2022  | 16 dicembre 2022 |
| 8  | W.T.F.I.O.H.     | Chi diavolo è Owen Hendricks?           | 16 dicembre 2022  | 16 dicembre 2022 |

## Non sono una spia, sono un avvocato
- Titolo originale: I.N.A.S.I.A.L.
- Diretto da: Doug Liman
- Scritto da: Alexi Hawley

### Trama
Il giovane avvocato della CIA Owen Hendricks, assunto da appena due giorni nella sezione Affari legali, viene spedito dal direttore Walter Nyland al Senato per impedire al capo della Commissione intelligence, il Senatore Smoot, di leggere un documento compromettente. Assolto positivamente il compito, Owen è costretto dai colleghi Violet e Lester, invidiosi del suo rapido entrare nelle grazie di Nyland, alla noiosa mansione di esaminare il faldone dei folli che quotidianamente minacciano l'agenzia. Owen si imbatte nella lettera scritta da una certa Max Meladze che minaccia di divulgare dei documenti top secret di cui è in possesso. Owen collega Meladze all'operazione Pw Butcher, condotta nel 2009 in Bielorussia, il cui agente operativo era Dawn Gilbane che attualmente si trova in una base segreta in Yemen.
Arrivato in Yemen, Owen si ritrova ostaggio del gruppo di Dawn Gilbane che pretende di sapere per quale motivo si è presentato senza prendere contatti come da protocollo. Saputo che l'operazione di cui si sta occupando Owen è PW Butcher, Dawn accetta di liberarlo e gli spiega che il contatto di Meladze era nientemeno che un importante membro dei servizi segreti russi. Rientrato alla base, Owen è mandato da Nyland al carcere di Phoenix per parlare con Meladze; la donna riferisce dove si trovano i documenti rubati, pur facendo capire che non si fida a interfacciarsi con un avvocato così chiaramente inesperto. Giunto al luogo in cui deve recuperare i documenti, Owen è inseguito da due uomini che sorvegliavano il garage, scoprendo peraltro che la borsa conteneva esplosivo all'acido. Max rimprovera Owen di essere riuscita a sapere tutto di lui guardando i suoi profili social, da cui ha appreso che ha deciso di lavorare per la CIA principalmente per vendicare il padre morto in Afghanistan. Owen risponde che a lui correre pericoli non dispiace e Max sa benissimo che hanno bisogno reciprocamente l'uno dell'altra; quindi, Owen riesce a farsi dire il nome del contatto di Max, tale Non Bob.
Owen apprende da un collega che Non Bob era una vera e propria leggenda dell'agenzia che seguiva le operazioni più pericolose, poi diventato capo gabinetto del presidente degli Stati Uniti. Owen ottiene da Nyland il permesso di proseguire le indagini su Max, dopodiché telefona alla donna per sapere se può fidarsi di lei e comunicarle che accetta la loro collaborazione.

## Non mostrare le tue debolezze
- Titolo originale: N.L.T.S.Y.P.
- Diretto da: Doug Liman
- Scritto da: Alexi Hawley

### Trama
Minsk, passato. Max viene smascherata come spia e, dopo aver eliminato due uomini mandati per ucciderla, accetta di essere esfiltrata negli Stati Uniti.
Washington, presente. Owen riceve una convocazione da parte della Commissione intelligence del Senato per testimoniare contro Nyland; in ufficio Violet e Lester si mostrano più collaborativi nei suoi confronti dopo la burrascosa accoglienza, anche se non gli dicono che alla prima riunione dello staff avrebbe fatto meglio a non divulgare i dettagli del suo incarico. In archivio non risultano tracce di Max, ricevendo dal collega Janus il suggerimento di acquisire le informazioni di cui ha bisogno in via informale. Max viene accoltellata da una detenuta, così Owen vola a Phoenix per sapere come mai ha aspettato ben cinque anni prima di decidersi a minacciare la CIA; Owen punta a far passare il suo caso a livello federale. Arrivato in un motel per il pernottamento, Owen ritrova gli sgherri che lo avevano inseguito al garage, i quali pretendono di avere i soldi che Max deve loro. Intanto, Max costringe la detenuta che aveva tentato di ucciderla a lavorare per lei.
Una conversazione con l'ex fidanzata e coinquilina Hannah accende una lampadina in Owen; siccome nella convocazione ricevuta dal Senato il suo nome era scritto male, può darsi che anche quello di Max negli archivi della CIA riporti un refuso, impedendo l'accesso ai relativi documenti. L'unico atto disponibile, quasi completamente secretato, riporta il nome di un gestore di Vienna; inoltre, Owen chiede l'aiuto della collega Amelia per trasformare il caso di Max in federale, anche se la stessa Amelia si aspetta un appuntamento galante in cambio. Nella capitale austriaca Owen viene contattato da Xander, l'agente che ha collaborato con Max ai tempi della Bielorussia, apprendendo che alla donna era stato addirittura consentito di gestire una vera e propria rete di asset. Owen sale a bordo di un taxi per andare in aeroporto, accorgendosi che la taxista è un'assassina pronta a ucciderlo; Owen riesce a fuggire dal taxi, con Max che da remoto gli fornisce indicazioni per scappare. Accerchiato su un ponte da due taxi, Owen non ha alternative a buttarsi nel fiume.

## Non sai neanche cosa stai facendo
- Titolo originale: Y.D.E.K.W.Y.D.
- Diretto da: Alex Kalymnios
- Scritto da: Alexi Hawley & George V. Ghanem

### Trama
Owen esce dall'acqua, imbattendosi in un gruppo di spie straniere che gli suggeriscono di fare immediatamente ritorno a casa; dall'aeroporto riesce a mettersi in contatto con Max, la quale pretende di tornare in libertà entro due giorni. In tribunale Owen scopre che l'uomo ucciso da Max era il padre di A'Nyah, una ragazza che aveva conosciuto al motel a Phoenix; Max viene trasferita in un carcere federale in attesa di giudizio. Ottenuto un primo risultato, Owen deve uscire a cena con Amelia per capire come poter arrivare all'assoluzione di Max.
Nella nuova prigione Max incontra Cora, una connazionale a cui tre anni prima aveva trovato un alloggio, chiedendole un telefono. Era stata Cora a incontrare il padre di A'Nyah, il quale l'aveva pestata a sangue ed è per questa ragione che Max l'aveva ucciso. Amelia suggerisce a Owen di rivolgersi al Procuratore generale degli Stati Uniti per il caso di Max. Salutata Amelia, Owen raggiunge in un locale il coinquilino Terrence perché conosce Sarah, una ragazza che lavora per il Senatore Smoot che lo ha convocato in audizione. Owen riceve la telefonata di Nyland che lo manda in missione a Beirut assieme a Lester, dove l'ex moglie di un asset minaccia di divulgare documenti classificati qualora non gli vengano versati gli alimenti. Sull'uscio della loro camera trovano un modulo in bianco dell'insolvente che fa capire di non voler pagare. Owen prova a giocarsi la carta dell'onesta, facendogli capire che non deve essere così stupido dal rifiutarsi di firmare, costringendo a siglare quello stesso modulo sul quale aveva scritto l'insulto.
Al rientro al lavoro, Owen si ritrova il Procuratore generale in ufficio, spiegandogli che l'assoluzione di Max è fondamentale per delicate questioni strategiche.

## Come Anderson Cooper
- Titolo originale: I.Y.D.I.A.A.C.
- Diretto da: Alex Kalymnios
- Scritto da: Amelia Roper, Alexi Hawley & George V. Ghanem

### Trama
Owen rivede Dawn dopo il loro primo burrascoso incontro in Yemen; l'agente vuole che Max sia assolta in maniera pulita, senza lasciar intuire che dietro ci sia lo zampino della CIA, dato che è intenzione dell'agenzia reclutarla in una nuova missione di spionaggio. Il procuratore generale non reagisce bene alla richiesta di Owen di abbandonare il caso Meladze, promettendogli che non riceverà più favori dal Dipartimento; anche Violet è arrabbiata con lui, avendole appioppato un noioso caso di intelligenza artificiale. Amelia impedisce a Dawn di mettere una cimice nell'ufficio di Owen, mettendo in chiaro al tempo stesso con il ragazzo che intende far salire di livello la loro relazione.
Owen comunica a Max i progetti dell'agenzia per lei, riferendole anche di aver saputo che l'accusa ha in mano un testimone del delitto, di cui però non sa nulla. Owen accompagna Hannah a un gala dove ha l'occasione di incontrare il Senatore Smoot, inducendolo a rinviare di due settimane la convocazione; la serata porta Owen e Hannah a riavvicinarsi, rendendosi conto che quando erano una coppia non stavano poi così male. Violet scopre che in South Carolina si sta sperimentando un protocollo che prevede l'utilizzo di robot per gli interrogatori, ma un uomo ha perso la vita durante un test. Cora ha scoperto che il testimone di Max si chiama Danny Woodrow, un disoccupato che ha ricevuto la protezione testimoni ed è in procinto di rilasciare la deposizione giurata. Informato quasi nello stesso momento da un gruppo di colleghi reietti conosciuti a Phoenix, Owen si precipita da Woodrow per registrare la sua deposizione prima che entri nel programma di protezione e non possa più essergli utile. Woodrow identifica sia Max che la vittima, ma qualcuno dall'esterno inizia a sparare all'impazzata; Owen riesce a mettere fuori combattimento l'assassino, apprendendo che è stato mandato da Max per uccidere Woodrow e impedirgli di testimoniare contro di lei. Max ottiene l'assoluzione e torna in libertà, anche se Owen è dispiaciuto nel vedere A'Nyah in lacrime per il ritorno in libertà dell'assassina di suo padre.
Dopo aver litigato con Max per averlo fatto quasi uccidere, Owen ha un momento di sconforto per le cose brutte con cui il suo lavoro lo sta mettendo a contatto. Dawn telefona a Xander, una spia cinese che Owen aveva identificato a Vienna e con cui Max è in guerra, per informarlo che la donna è stata liberata e, dopo averla sistemata, si dovranno occupare anche del giovane avvocato.

## È un tuo problema
- Titolo originale: T.S.L.A.Y.P.
- Diretto da: Emmanuel Osei-Kuffour
- Scritto da: Hadi Nicholas Deeb, Alexi Hawley & George V. Ghanem

### Trama
Non appena rientrato a casa, Owen è prelevato da agenti del servizio di scorta della Casa Bianca che lo conducono al cospetto di Kevin Mills, alias Non Bob. Mills vuole che Owen scopra chi ha fatto il suo nome dentro la CIA, dato che alla scoppio del caso Meladze lui era già fuori dall'agenzia. Intanto, Max è fuggita dalla sua abitazione, dimostrando agli agenti di sicurezza che può tranquillamente sottrarsi al loro controllo. Nonostante pensasse di aver chiuso con Max, Owen è invitato da Nyland a tornare a Phoenix per recuperare la donna, desiderosa di riprendere la collaborazione con l'avvocato.
Owen non è al settimo cielo all'idea di lavorare ancora con Max, ma lei è in possesso di informazioni molto importanti circa un incontro tra il Generale Kuznetsov e rappresentanti del governo cinese. Owen, la cui carta di credito è stata respinta, si vede costretto a implorare Hannah di prestarle la sua per consentirgli di trascorrere la notte in una lussuosa suite con Max. Costei gli spiega che per poter rientrare nella mafia russa avrà bisogno di parecchi soldi, motivo per cui ha bisogno del suo aiuto per trattare la vendita della sua attività. Il mattino seguente, mentre Owen si sta facendo la doccia, Max prende la telefonata di Hannah, furiosa per l'alta cifra che si è trovata addebitata. Owen ha la prova che Max non ha mai conosciuto Non Bob, costringendola ad ammettere che fu Xander a farle il suo nome. Nel frattempo, a Langley Dawn prova a saperne di più da Violet e Lester sul conto di Owen.
Owen si trova a gestire lo scambio da solo, venendo accompagnato a trattare direttamente con la controparte.

## Ora stringo, ora non stringo
- Titolo originale: I.C.I.N.C.
- Diretto da: Emmanuel Osei-Kuffour
- Scritto da: Niceole R. Levy, Alexi Hawley & George V. Ghanem

### Trama
Owen chiude l'accordo per conto di Max, facendole ottenere i soldi di cui aveva bisogno; atterrati in Virginia, Owen la affida alle cure di Dawn, il suo nuovo gestore, per l'interrogatorio che stabilirà il suo eventuale reintegro tra le file degli asset. Dopo essersi scusato con Hannah per la faccenda della carta di credito, Owen ha un nuovo incontro con Non Bob, strappandogli la promessa che gli eviterà la convocazione al cospetto di Smoot.
Owen incontra il Dottor Hirsch, lo psicologo che dovrà esaminare Max, trovando conferma del fatto che il lavoro gli sta causando piccoli attacchi di panico. Max si prodiga per alterare i risultati del poligrafo, mentre Owen cerca di capire come mai Dawn avesse smentito di conoscere Max, quando invece la conosceva da sempre ed era stata proprio lei a reclutarla la prima volta. Dawn vorrebbe che anche Owen fosse sottoposto al poligrafo, mostrando a Nyland e Amelia le immagini della sua notte in albergo con Max. Owen accusa Dawn di volerlo togliere di mezzo, ma non può esimersi dal sostenere il test che supera, così come Max. Amelia pone fine alla sua relazione con Owen, affermando di non potersi permettere i colpi di testa di un ventenne. Adesso la priorità è far togliere le sanzioni sui conti correnti di Kuznetsov, così da poter imbastire l'operazione; Owen riceve una dritta preziosa da Terrence, il quale lavora al Dipartimento del tesoro.
Nyland chiede conto a Owen dell'unica bugia rilevata dal poligrafo, quando gli è stato chiesto se Max avesse mai mentito a proposito di qualcosa. Owen chiarisce che Max è stata sposata e ha avuto una figlia, ottenendo da Nyland di poter andare anche lui in missione per tenere d'occhio Dawn. Nyland chiede a Lester e Violet di seguire Owen per assicurarsi che, nella sua prima missione, non commetta sciocchezze.

## È la mia prima esperienza di spionaggio
- Titolo originale: I.M.F.T.B.S.
- Diretto da: Julian Holmes
- Scritto da: Maya Goldsmith, Alexi Hawley & George V. Ghanem

### Trama
Cambridge, tre anni prima. Lo studente Owen conosce Hannah nella biblioteca della scuola di legge, aiutandola a sottrarre un libro che serviva a entrambi per preparare l'esame di contrattualistica. Owen promette ad Hannah che saranno soltanto amici per tutto il semestre, dopodiché ci proverà con lei.
Ginevra, oggi. Owen e Max devono recuperare i soldi dal conto corrente bloccato, contando sulla collaborazione di Linus, l'impiegato del Dipartimento al Tesoro con cui Owen ha stretto l'accordo di sbloccare il conto per un'ora in cambio di un appuntamento con Terrence. Owen viene contattato da Janus perché alcuni missili di cui si erano precedentemente occupati sono diretti nel Sudan del Sud e finiranno in mano ai terroristi. Max sorprende un emissario di un certo Kyrill che ha saputo della sua presenza in Europa, dopodiché spinge Owen ad avere un rapporto sessuale di cui tutti e due hanno fortemente bisogno. Quando l'indomani mattina si presentano in banca, scoprono che il conto è ancora bloccato; Owen prova a mettersi in contatto con Linus, il quale però dorme beatamente accanto a Terrence. A questo punto Owen si vede costretto a chiamare in causa Amelia che si presenta nell'appartamento di Hannah. Quest'ultima decide di partire per Ginevra con Terrence, dove nel frattempo Owen scopre che Lester e Vivian sono stati mandati in missione a supporto; alla combriccola si unisce Xander, presente sul posto per tenere d'occhio Max. Owen decide di giocare a carte scoperte con il banchiere che, intuita la loro appartenenza alla CIA, li invita ad andarsene; quando Max menziona la sua vicinanza alla mafia russa, il banchiere si convince a farli accedere al caveau.
Xander entra nella camera d'albergo occupata da Owen e Max, trovandoci un killer che lo uccide buttandolo giù dal balcone. Dopo aver assistito alla scena, Owen e Max si allontanano nello stesso momento in cui arrivano Hannah e Terrence.

## Chi diavolo è Owen Hendricks?
- Titolo originale: W.T.F.I.O.H.
- Diretto da: Julian Holmes
- Scritto da: Alexi Hawley & George V. Ghanem

### Trama
Owen ha messo insieme i pezzi, capendo che è stata Max a far uccidere Xander, rivelando al referente della mafia russa a Ginevra Kirill che era l'amante di sua moglie. Il capo della CIA è furioso per la morte di Xander e pretende l'immediato annullamento della missione; Dawn riesce a ottenere un giorno di tempo per completarla, a condizione di raggiungere l'obiettivo. Mentre erano al caveau in banca, Owen si è impossessato di un taccuino di Max, trasmettendo schermate delle informazioni contenute a Janus per salvarsi la pelle sul caso dei missili. Violet interroga Hannah e Terrence sui motivi per cui sono venuti in Svizzera, cercando di intuire quanto sanno del lavoro di Owen per la CIA. Hannah implora la madre, un pezzo grosso di Washington, di provare a metterla in contatto con Owen, non riuscendo a telefonargli dopo che Max si è disfata del telefono del ragazzo. Non Bob si presenta nell'ufficio di Nyland per avvertirlo di non voler essere coinvolto nella faccenda di Owen, con il quale non vuole risultino mai incontri agli atti.
Owen e Max arrivano in Repubblica Ceca, dove sono tratti in arresto da Dawn e dalla sua squadra che, in attesa di completare le indagini, li tratteranno alla stregua di persone ostili. Max punta sulla complicità di Dawn, mettendo sul piatto il fatto che lei non si può permettere il fallimento della missione, esito che ne comprometterebbe la carriera. Owen partecipa a una call con il capo della CIA, convinto che la morte di Xander non abbia nulla a che fare con Max, quindi la missione deve proseguire regolarmente. Nyland chiede spiegazioni a Owen sulla visita ricevuta da Non Bob, minacciando di licenziarlo se il suo nome dovesse saltare fuori ancora. Nonostante la madre l'abbia rassicurata che Owen sta bene, Hannah è determinata a ritrovare l'ex fidanzato, sentendo che lo ama ancora e non vuole vivere il rimpianto di ciò che avrebbe potuto essere; Terrence dà il suo benestare, tornando negli Stati Uniti. Mentre Dawn sta parlando con Lev Orlov, Owen nota un commando di uomini avvicinarsi e riesce a mettere fuori gioco l'autista del veicolo, impossessandosi del suo mitra. Owen si sorprende nel trovare tra i nemici Marta, una ragazza che aveva incontrato nella hall dell'albergo a Ginevra e che è l'assassina di Xander. Owen riesce a introdursi nel compound e a sparare a Orlov prima che possa uccidere Max, ferita soltanto alla spalla; dopodiché Max elimina lo sgherro di Orlov che stava soffocando Owen. Max finisce il lavoro, uccidendo lo stramazzante Orlov.
Mentre Max sta guidando verso la fuga, Owen ha un attacco di panico, ripensando a tutte le cose che gli sono capitate ultimamente e vuole lasciare il lavoro. Owen si dice disgustato da Max, prigioniera di un'incessante necessità di sopravvivere che lui ha sperato di cambiare, sentenziando che nessuno la potrà mai salvare. Abbandonata Max che ha resistito alla tentazione di sparargli alle spalle, Owen telefona ad Hannah che gli dice di trovarsi in questo momento proprio a Praga. Owen sta per riabbracciare Hannah, quando all'improvviso si para davanti a loro un'auto che porta via Owen. Questi si risveglia legato a una sedia assieme a Max, anche lei rapita dalla stessa persona, Carolina (alias Marta). Carolina uccide Max e chiede a Owen cosa ci facesse in giro assieme a sua madre.